# День Поя
День Поя, День Повного Місяця або День Повного Місяця Поя - свято повного Місяця (зазвичай лише раз на місяць), яке є державним святом у Шрі-Ланці. Кожне таке свято має свою назву, і у ці дні відзначаються ключові події у буддизмі.
Ці повні місяці відомі як Поя. Дати святкування Поя щороку різні, а деякі дати можуть бути за день до або після дати повного місяця. Якщо в місяць є два дні Поя, то імені другого передує слово Адхі (сингальською: половина).

## Список днів Поя
| Місяць   | Дата святкування (2019) | Назва          |
| -------- | ----------------------- | -------------- |
| Січень   | Неділя, 20 січня        | Дурутху Поя    |
| Лютий    | Вівторок, 19 лютого     | Навам Поя      |
| Березень | Середа, 20 березня      | Медін Поя      |
| Квітень  | П'ятниця, 19 квітня     | Бак Поя        |
| Травень  | Субота, 18 травня       | Весак Поя      |
| Травень  | Неділя, 19 травня       | Адхі Весак Поя |
| Червень  | Неділя, 16 червня       | Посол Поя      |
| Липень   | Вівторок, 16 липня      | Есана Поя      |
| Серпень  | Середа, 14 серпня       | Нікіні Поя     |
| Вересень | П'ятниця, 13 вересня    | Бінара Поя     |
| Жовтень  | Неділя, 13 жовтня       | Вап Поя        |
| Листопад | Вівторок, 12 листопада  | Іл Поя         |
| Грудень  | Середа, 11 грудня       | Ундувап Поя    |

2019 року на травень припало 2 Дні Поя.